# Landschaften und Landschaftsverbände in Niedersachsen
In Niedersachsen gibt es als Landschaften und Landschaftsverbände bezeichnete Organisationen, deren heutige Hauptaufgabe die regionale Kultur- und Identitätspflege in ihren jeweiligen geografischen Zuständigkeitsbereichen ist. Diese Aufgaben wurden ihnen auch vom Land Niedersachsen vertraglich übertragen.

## Begriffe

Bereiche der historischen (mit gestrichelten Grenzen und dunkelgrauen Flächen) und noch heute existierenden Landschaften

Lage der modernen Landschaften und Landschaftsverbände (historische Landschaften mit gestrichelten Grenzen und dunkelgrauen Flächen). Moderne Landschaften und Landschaftsverbände (Regionalverband Harz fungiert nur in seinem niedersächsischen Teil als Landschaftsverband) liegen nur in Niedersachsen, historische Landschaften reichen teils in andere Länder hinein.

Die Begriffsverwendung von „Landschaft“ und „Landschaftsverband“ unterscheidet sich in den verschiedenen Regionen Niedersachsens. Auf dem Gebiet der drei kleineren ehemaligen Vorgängerländer Niedersachsens, nämlich in Braunschweig, Oldenburg und Schaumburg-Lippe, wurden in der Nachkriegszeit zur Kultur- und Identitätspflege Regionalorganisationen gegründet, die sich als Landschaften bezeichnen.
Auf dem Gebiet des früheren Landes Hannover bestanden hingegen schon seit dem Mittelalter traditionsreiche Organisationsformen mit der Bezeichnung Landschaft. Diese haben in der Nachkriegszeit gemeinsam mit Gebietskörperschaften und anderen Institutionen ebenfalls moderne Regionalorganisationen zur regionalen Kultur- und Identitätspflege gegründet, wofür hier aber die Bezeichnung Landschaftsverband gewählt wurde, um Verwechslungen zu vermeiden. Auf dem Gebiet der Region Hannover existiert kein Landschaftsverband. Dessen Aufgaben werden hier durch die auf Landkreisebene stehende Region Hannover selbst wahrgenommen.
Die sechs historischen hannoverschen Landschaften sind aus den Ständevertretungen der ehemaligen Fürstentümer (Landstände) hervorgegangen und gehören heute als Körperschaften des öffentlichen Rechts den entsprechenden Landschaftsverbänden an, welche ihrerseits eingetragene Vereine sind. Es handelt sich um:
- die Calenberg-Grubenhagensche Landschaft, Mitglied im Landschaftsverband Südniedersachsen und Landschaftsverband Hameln-Pyrmont,
- die Landschaft des ehemaligen Fürstentums Hildesheim, Mitglied im Landschaftsverband Hildesheim,
- die Landschaft des vormaligen Fürstentums Lüneburg, Mitglied im Lüneburgischen Landschaftsverband,
- die Landschaft der Herzogtümer Bremen und Verden, Mitglied im Landschaftsverband Stade,
- die Hoya-Diepholzsche Landschaft, Mitglied im Landschaftsverband Weser-Hunte und
- die Landschaft des ehemaligen Fürstentums Osnabrück, Mitglied im Landschaftsverband Osnabrücker Land.

Als weitere historische Landschaft in Niedersachsen kommt die Ostfriesische Landschaft hinzu, die Körperschaft des öffentlichen Rechts und Landschaftsverband ist. Weitere Landschaftsverbände in Niedersachsen sind:
- die Braunschweigische Landschaft,
- die Emsländische Landschaft,
- die Oldenburgische Landschaft,
- die Regionalverband Harz (niedersächsischer Teil) und
- die Schaumburger Landschaft.

## Geschichte
In den Landschaften waren ursprünglich der Klerus, die regionalen Ritterschaften (Besitzer der landtagsfähigen Güter) sowie die größeren Städte vertreten. Mitte des 19. Jahrhunderts traten anstelle des Klerus die grundbesitzenden Bauern und bildeten fortan den Dritten Stand. Während die Ritterschaften und Städte ihre Deputierten nach wie vor selbst entsenden, werden die Vertreter der Bauern heute nach Vorschlag durch die regionalen Agrarverbände von den Kreistagen gewählt.
Daneben gibt es Einrichtungen, die sich in einer losen Tradition dieser historischen Landschaften sehen und kulturellen Belangen sowie regionaler Identität verpflichtet fühlen. In Gebieten, in denen keine historischen Landschaften mit ständischer Verfassung mehr existieren, nennen sich diese modernen Verbände ebenfalls Landschaften, da dort keine Verwechslungsgefahr mit den älteren Einrichtungen besteht. Beispiele sind die Emsländische Landschaft und die Oldenburgische Landschaft. Auch soll durch diese Namensgebung zum Ausdruck kommen, dass man eine historische regionale Identität wieder aufgreifen und beleben will.
Im Gebiet des ehemaligen Königreichs Hannover wurde dagegen für die modernen Einrichtungen meistens der Name Landschaftsverband gewählt, weil dort nach wie vor die ständisch verfassten Landschaften existieren (sie sind in der Karte unten nicht dargestellt). Von diesen ging in der zweiten Hälfte des 20. Jahrhunderts die Initiative zur Gründung der neuen Verbände aus. Neben den Landkreisen und Städten sind diese historischen Landschaften Mitglieder im jeweiligen Landschaftsverband.

## Aufgaben und Rechtsgrundlage
Die Aufgaben der niedersächsischen Landschaften und Landschaftsverbände beschränken sich
auf die Kulturförderung. Die Landschaftsverbände in Niedersachsen sind daher nach Finanzvolumen und Personalbestand deutlich kleiner als jene im benachbarten Nordrhein-Westfalen, welche zusätzlich umfangreiche Aufgaben in der Jugend-, Sozial- und Behindetenfürsorge haben. Die 1464 gegründete Ostfriesische Landschaft ist als einzige in einem kontinuierlichen Prozess aus den früheren Landständen hervorgegangen und mit weitem Abstand die älteste. Wie die meisten Landschaften ist sie Körperschaft des öffentlichen Rechts. Einige wenige Landschaftsverbände sind eingetragene und gemeinnützige Vereine.
Nach Auflösung der Regierungsbezirke 2004 in Niedersachsen wurden zwischen den Verbänden und dem Land Niedersachsen Verträge geschlossen, in denen die Landschaftsverbände offiziell als regionale Träger kultureller Aufgaben ausgewiesen wurden.

## Zusammenarbeit
Die Arbeitsgemeinschaft der Landschaften und Landschaftsverbände in Niedersachsen (ALLviN) wurde 1997 gegründet und umfasst dreizehn Landschaften und Landschaftsverbände, während die Region Hannover und die Stiftung Braunschweigischer Kulturbesitz assoziierte Mitglieder sind. Sie dient der Förderung gemeinsamer Projekte, dem Erfahrungsaustausch und der Vertretung gemeinsamer Interessen. Die Geschäftsführung wechselt alle zwei Jahre. Sie wird für 2024/25 vom Landschaftsverband Südniedersachsen übernommen.